# Andy Macdonald
Andy Macdonald   (Melrose, 31 de juliol de 1973) és un skater professional estatunidenc. Des de setembre de 2013 ostenta el rècord de més medalles als X Games en la modalitat de rampa (vert) i ha guanyar vuit vegades la competició de la Copa del Món de Monopatí.

## Trajectòria
Macdonald va començar a practicar amb el monopatí el 1986 quan tenia 12 anys. Es va graduar a la Newton North High School el 1992.
Macdonald es va convertir en skater professional el 1994. El 1998 va ser seleccionat com el millor patinador pels lectors de la revista Transworld Skateboarding, i va aparèixer al vídeo Starting Point 2: Transitions. El mateix any va aparèixer al videojoc MTV Sports: Skateboarding featuring Andy MacDonald per a Sega Dreamcast, PlayStation i PC. També va aparèixer al joc de PC Backyard Skateboarding. A més, Macdonald va pronunciar un discurs contra les drogues a la Casa Blanca que va ser precedit d'una demostració de patinatge de monopatí pel terra de marbre de l'edifici.
Amb SBI Enterprises i Bruce Middleton, Macdonald va dissenyar el Flybar 1200, un tipus de pogo stick. El 2022 va anunciar la seva intenció d'intentar classificar-se per als Jocs Olímpics d'Estiu de 2024 en representació d'Anglaterra, la terra natal del seu pare. Va aconseguir la classificació el juny de 2024 a Budapest, als 50 anys, essent el patinador olímpic més veterà de la història. Va compartir equip amb Tommy Calvert, un noi 37 anys més jove que ell que competirà amb només 13 anys. Al parc de La Concorde. el patinador de Melrose va quedar eliminat en la qualificació preliminar, on va ser 18è d'un total de 22 participants.

## Palmarés
- 1r a la Copa del Món: 1996–2000, 2002, 2012
- 1r als X Games 1997–2002: dobles verts (amb Tony Hawk)